# نابودگر (کمیک)
نابودگر (به انگلیسی: The Destroyer) یک شی تخیلی شرور بزرگ در کتاب‌های کامیک انتشارات مارول کامیکس می‌باشد. این شی اولین بار در سفر به اسرار جلد ۱۸ام (ژوئیه ۱۹۶۵) دیده و توسط استن لی و جک کربی خلق شده‌است.
از زمان نقره‌ای کتاب‌های کامیک تا کنون، بیش از چهار دهه است که نابودگر در کتاب‌ها و دیگر محصولات شرکت مارول از جمله مجموعه کارتون‌های تلویزیونی، بازی‌های ویدئویی، مجسمهها و کارت‌های بازی دیده می‌شود. به خاطر مسائل بازرگانی، حداقل یک نسخه از آن با نام نابودگرِ مارول به فروش رفته‌است.نابودگر به حدی قدرتمند است که بارها وچندین باربه تنهایی شخصیت ثور و حتی تمام انتقام جویان رو باهم شکست داده.

## تاریخچه تخیلی
نابودگر یک زره طلسم شده‌است که بدست اودین ساخته شده، و زمانی که اولین بار دیده شد گفته شد که به منظور مقابله با تهدیدهایی از طرف ستارگان ساخته شده‌است. اولین بار دیده شد که در معبد تاریکی در آسیا ساکن است. نابودگر چندین بار توسط دشمن خونی و برادر ناتنی ثور، لوکی استفاده شد و هر بار به کشتن ثور بسیار نزدیک شد. اولین بار توسط شکارچی استفاده شد که لوکی به کمک نیروهای ذهنی خود او را کنترل می‌کرد. در آن زمان، ثور در زمین زندانی بود؛ اما لوکی درست قبل از آنکه نابودگر بتواند با اشعه‌های خود به ثور شلیک کند، او را نجات داد. ثور سپس شکارچی را مجبور به برگشتن کرد و نابودگر را زیر هزاران تن سنگ مدفون کرد. استفاده بعدی آن توسط کارنیلا، که به صورت سیف درآمده بود، بود که می‌خواست با اوراقچی مبارزه کن. در آن زمان ثور به زمین فرستاده شده بود و تمام قدرت‌های خدا گونه‌اش بجز زور زیادش به منظور درس گرفتن، از او گرفته شده بود. این نقشه‌ای بود تا نابودگر به ثور حمله کند تا سیف بتواند ارتباط ذهنی اش را با آن قطع کند. یکبار ثور به گالاکتوس بلعنده دنیا زره را پیشکش می‌کند تا در عوض ارباب آتش، قاصد گالاکتوس آزاد شود. گالاکتوس قبول می‌کند، و نابودگر را به عنوان قاصد خود به دنبال ضد زمین می‌فرستد و با چهار شگفت‌انگیز مبارزه می‌کند تا آنکه لوکی آن را میدزد.
سالها بعد معلوم می‌شود که تهدیدی از ستارگان، آسمانی‌ها و پدران آسمانی (مانند اودین، زئوس و …) هستند که یک میلیون سال پیش دست به دست هم داده بودند تا سلاحی بسازند که بتوانند جلوی آمدن چهارمین آسمانی را بگیرند. در لحظات پایانی، اودین داخل نابودگر می‌شود و انرژی زندگی تمام آسگاردیان (بجز ثور که غایب بود) را جذب می‌کند و تا ۶۱۰ متر رشد می‌کند. نابودگر سپس شمشیر اودین را برمی‌کشد و به همراه تک-ذهن با چهارمین آسمانی مقابله می‌کند. چهارمین آسمانی تک-ذهن را متلاشی کرده، نابودگر را ذوب می‌کند و نیروی زندگی آسگاردیان را پراکنده می‌کند. آسگاردیان بعدها به کمک ثور که نیروهای پدران آسمانی را جمع کرده بود، زنده شدند. خود زره اما کاملاً نابود نشده‌است و چندین سال بعد، لوکی دوباره آن را به کار می‌اندازد تا ثور را که افعی میدگارد کشته بود و به خاطر نفرین هلا، استخوان‌هایش به صورت ترمیم ناپذیری شکسته شده بود، بکشد. اما ثور کنترل زره را از راننده‌اش، غولی یخی به نام سیگورث، به کمک نیروی راستی می‌گیرد و حرکت می‌کند تا لوکی را شکست دهد. نابودگر سعی می‌کند کنترل خود را بدست بگیرد اما شکست می‌خورد، هر چند برای اولین بار می‌اندیشد و صحبت می‌کند. سپس نابودگر با بدست گرفتن چکش ثور به دنیای خدابانوی مرگ، هلا، می‌رود، او را شکست می‌دهد و مجبورش می‌کند تا طلسمش را از روی ثور بردارد. نابودگر در دنیای هلا داخل کریستالی باقی می‌ماند و بعد از مدت‌ها بدست خدابانو لورلی به کنترل گرفته می‌شود. لورلی با چندین آسگاردی مبارزه می‌کند و داخل بعد دیوان بزرگ گرفتار می‌شود.
نابودگر بعدها توسط غولان به کنترل گرفته می‌شود و با حلول روح مائسترو، نسخه شیطانی آینده هالک به کار می‌افتد. با این که هالک نمی‌تواند نابودگر را شکست دهد، از آنجایی که روحش با همان روح مائسترو است، به داخل نابودگر مکیده می‌شود و از آنجا با خود مائسترو می‌جنگد. هالک دو بار دیگر با نابودگر مواجه می‌شود که بار اول، تقریباً کشته می‌شود و بار دوم، فکش می‌شکند. باری دیگر نابودگر به دست لوکی می‌افتد و او دساک مأمور می‌کند تا نابودگر را کنترل کند اما ثور که نیروی اودین را بدست آورده‌است، با یکبار پرتاب میولنیر آن را از کار می‌اندازد.
زمانی که ثور به سفری می‌رود تا برادرن آسگاردی خود را پیدا کند، نابودگر به بالدر می‌رسد. دکتر دووم نابودگر را می دزد و با کپی برداری از آن، نسخه‌ای دیگر می‌سازد و به آسگارد حمله ن
می‌کند.

## نیروها و توانایی‌ها
با آن که نابودگر برای مدتی توانست به تنهایی عمل کند، به‌طور کلی ساخته‌ای بی جان فرض می‌شود که با نیروی زندگی دیگری به کار می‌افتد. نابودگر شخصیت ابتدایی ساده‌ای دارد که در راننده‌اش را از بین می‌برد مگر آنکه آن راننده ارادهٔ قوی چون لوکی و ثور داشته باشد. تنها اودین می‌تواند با خواندن طلسمی، رانندهٔ آن را بیرون بیاورد و نابودگر را از کار بیندازد. به محض آنکه کسی نابودگر را فعال می‌کند، سازه قدرتی عظیم پیدا می‌کند و به نظر نابود نشدنی می‌رسد. نابودگر توانسته‌است تا وزن هزاران تن سنگ را تحمل کند و آسیبی نبیند و زمانی که توسط یکی از آسمانی‌ها آب شد، از حالت مذاب درآمد به شکل اصلی خود بازگشت. این دستگاه می‌تواند انفجارهای حرارتی و انرژی ایجاد کند، از کلاه خودش لیزر ساطع کند، و با بدست گرفتن انرژی الکترومغناطیسی و مولکولی می‌تواند سنگ جامد را آب کند و پرواز کند.

## در دیگر رسانه‌ها

### تلویزیون
- نابودگر در قسمت ثور توانا سریال کارتونی ابرقهرمانان مارول حضور داشته‌است.
- نابودگر در قسمتی از سریال کارتونی انتقام جویان: قویترین ابرقهرمانان زمین حضور داشت.

### سینما
- نابودگر در فیلم سینمایی ثور(سال ۲۰۱۱) به کارگردانی کنت برانا حضور داشت.[۲۱] در این فیلم، آن سازه‌ای غول پیکر است که تنها فرمان مستقیم پادشاه آسگارد را می‌پذیرد.
- در فیلم سینمایی انتقام‌جویان(سال ۲۰۱۲) به کارگردانی جاس ویدون، مأمور فیل کولسن از شیلد از سلاحی در برابر لوکی استفاده می‌کند که بنابر تکنولوژی نابودگر ساخته شده‌است.